# Phyllonorycter tenebriosa
Phyllonorycter tenebriosa là một loài bướm đêm thuộc họ Gracillariidae. Nó được tìm thấy ở Nhật Bản (Honshū).
Sải cánh dài 6-6.5 mm.
Ấu trùng ăn Corylus heterophylla. Chúng có thể ăn lá nơi chúng làm tổ.